# Bimbi
Bimbi är en ort i Australien. Den ligger i kommunen Weddin och delstaten New South Wales, i den sydöstra delen av landet, omkring 300 kilometer väster om delstatshuvudstaden Sydney. Antalet invånare är 158.
Runt Bimbi är det mycket glesbefolkat, med 4 invånare per kvadratkilometer.. Närmaste större samhälle är Quandialla, omkring 16 kilometer väster om Bimbi.
I omgivningarna runt Bimbi växer huvudsakligen savannskog. Genomsnittlig årsnederbörd är 728 millimeter. Den regnigaste månaden är februari, med i genomsnitt 147 mm nederbörd, och den torraste är oktober, med 24 mm nederbörd.